# JAIDO
JAIDO (Japońska Organizacja Wspierania Międzynarodowego Rozwoju, Japan International Development Organisation) – japońska organizacja gospodarcza powołana przez japoński rząd i federację Keidanren (obecnie Nippon Keidanren) w celu rozwoju japońskich inwestycji w krajach trzecich, głównie w formie spółek joint venture.
- Źródło http://archiwum.rp.pl/artykul/35291_Tak_daleko_od_Japonii.html